# بیل کاولیتس
بیل کاولیتس (به آلمانی: Bill Kaulitz) خواننده اصلی گروه توکیو هتل است.

## زندگینامه
بیل کاولیتس در ۱ سپتامبر ۱۹۸۹ در شهر لایپزیگ آلمان زاده شد. وی ۱۰ دقیقه از برادر دوقلوی خود یعنی تام کاولیتس کوچک‌تر است.
پدر و مادر او وقتی بیل فقط ۷ سال داشت از هم جدا شدند و ظاهراً دلیل جدایی آنها سو قصد پدر بیل به وی بوده‌است. مادر او با گوردون ترامپر که یک گیتاریست راک آلمانی بود ازدواج کرد.
بیل کاولیتس از ۷ سالگی شروع به نوشتن شعر کرد و در سال ۲۰۰۰ موفق شد اولین اهنگش را منتشر کند. او به همراه برادرش تام کاولیتس مؤسس گروه توکیو هتل است و نام گروه خود را به این دلایل انتخاب کرده:کلمه توکیو به دلیل علاقه همه اعضای گروه به شهر توکیو و کلمه هتل برای اشاره به اقامتهای طولانی مدت آنها در هتلها برای کنسرتهایشان! به گفته خودش او بخاطر تنبلی هیچ وسیله موسیقی را فرا نگرفته و تلاش خودش را بر روی خوانندگی متمرکز کرده است.
او و برادرش تام از سال ۲۰۰۹ گیاهخوار شدند و از انجمن بنیاد مردمی رعایت اصول اخلاقی در برابر حیوانات حمایت می‌کنند.
بارها او را همجنسگرا خطاب کرده اند و این موضوع موماً به دلیل نحوهٔ لباس پوشیدن، آرایش صورت و موهای او مربوط می‌شود.در دوران نوجوانی هم بخاطر همین توسط همکلاسی هایش مورد آزار و اذیت قرار می‌گرفت.او به طور مستقیم بیان نکرده است اما با توجه به سخنان اخیرش و همینطور آهنگ love who loves you back به احتمال زیاد دوجنس‌گرا است...